# 艷阿科斯喉盤魚
艷阿科斯喉盤魚（學名：Arcos decoris）為輻鰭魚綱喉盤魚目喉盤魚科的其中一種，分布於中東太平洋的巴拿馬海域，本魚蝌蚪形，身體扁平，頭寬扁，前鼻孔有分裂的鼻翼，上唇寬，前面比側面寬得多，上頜前面有2-3對圓形門牙，兩側各有2-3顆犬齒，然後有一排小錐形牙齒，下頜有4對圓門牙，胸部吸盤前端有6-7排扁平乳突，吸盤後部有8-9排乳突，胸鰭鰭條22-24條，頭背和體背呈黃褐色，帶有許多小藍點，背部有時可見數條深色橫帶，體長可達2.8公分，屬底棲性魚類，棲息在岩岸，屬雜食性，以藻類、浮游動物、小形無脊椎動物為食。